# Megacyllene lanei
Megacyllene lanei är en skalbaggsart som först beskrevs av Friedrich F. Tippmann 1953.  Megacyllene lanei ingår i släktet Megacyllene och familjen långhorningar. Inga underarter finns listade i Catalogue of Life.